# Système isolé

Propriétés des systèmes isolés, fermés et ouverts dans l'échange d'énergie et de matière.

Un système isolé, par opposition à un système ouvert, est un système physique qui n'interagit pas avec ses environnements. On dit d’un système qu’il est isolé s’il n'échange ni matière, ni chaleur, ni travail avec l'extérieur (paroi adiabatique et indéformable) – un système fermé peut échanger de la chaleur ou du travail avec l'extérieur, mais pas de la matière.
Ce système obéit à un certain nombre de lois de conservation : le total de son énergie et sa masse (en physique classique) reste constant au cours du temps. S'il ne peut y avoir d'interactions avec l'extérieur, il peut y avoir des réorganisations internes à énergie et masse constante. 
L'univers dans son ensemble est considéré pour l'instant comme un système isolé, ce qui reste un postulat à démontrer.
Des systèmes véritablement isolés n'existent pas dans la réalité physique. Il y a toujours des interactions avec l'environnement (exemple de la gravité opérant entre la masse du système et les masses extérieures). Cependant, un système réel peut se comporter comme un système isolé avec une bonne approximation. Ce concept est une idéalisation acceptable utilisée dans la construction de modèles mathématiques appliqués aux phénomènes physiques ainsi qu'à de nombreux phénomènes naturels (par exemple, le Soleil ainsi que les planètes dans le système solaire qui est souvent traité comme un système isolé).
Dans sa tentative de justifier le postulat de l'augmentation de l'entropie de la seconde loi de la thermodynamique, le théorème de Boltzmann utilise des équations qui supposent un système isolé (par exemple, un gaz) dont tous les degrés de liberté mécaniques pourraient être prévus.